# أولاد الشيخ الساحل (سيدي احساين بن عبد الرحمان)
أولاد الشيخ الساحل هي إحدى مشيخات المملكة المغربية، تتبع جغرافيا لإقليم الجديدة وإداريًا لسيدي احساين بن عبد الرحمان. يقدر عدد سكانها بـ 2290 نسمة حسب الإحصاء الرسمي للسكان والسكنى لسنة 2004.